# 久敬社
久敬社塾（きゅうけいしゃじゅく）は、財団法人久敬社が運営する神奈川県川崎市に位置する男子学生寮。元々は佐賀県唐津市出身者のための県人寮であったが、定員割れなども考慮し、2010年度からは出身地に関わらず、男子大学生であれば入学時に限り受け入れをしているほか、2021年からは女子学生の受け入れを開始した。

## 略歴
1878年（明治11年）11月3日に旧唐津藩主の小笠原家を中心に久敬社が発足。また東京市麹町番町の小笠原邸に寄宿舎として久敬社塾が開設された。
伝通院時代
1888年（明治21年）4月に小石川表町に移転。隣接地が徳川家康の生母の菩提寺である伝通院だったため、この期間を「伝通院」時代と呼ぶ。1889年（明治22年）小笠原長生が社長に就任。1910年（明治43年）9月2日に財団法人久敬社となった。1935年（昭和10年）1月に東京市の道路拡張計画に伴い敷地を失ったことで久敬社塾は閉鎖。
西大久保時代
1941年（昭和16年）6月に新宿西大久保にて工事が始まり、翌年4月に再開された。この期間を「西大久保時代」と呼ぶ。1966年（昭和41年）3月に川崎市に移転、現在に至る。
2010年4月より出身地に関わらず受け入れを始める。

## 生活
寮内では学生が自治運営を行い、塾長の統轄の下、執行部（生活部、当番部、文化部、会計部、広報部）を置いている。前期・後期の年２回、寮生全員の参加する塾長選挙が開かれ、立候補した塾長、執行部がそこで承認される。また、毎年10月下旬に地元唐津市の唐津くんちを模した祭りを近隣住民と共催している。

## アクセス
- 〒215-0005 神奈川県川崎市麻生区千代ケ丘2-4-14

小田急小田原線百合ヶ丘駅から徒歩約10分